# Canthidium femoratum
Canthidium femoratum är en skalbaggsart som beskrevs av Antoine Boucomont 1935. Canthidium femoratum ingår i släktet Canthidium och familjen bladhorningar. Inga underarter finns listade.